# Subdivisions de l'oblast de Transcarpatie
 (juillet 2024).

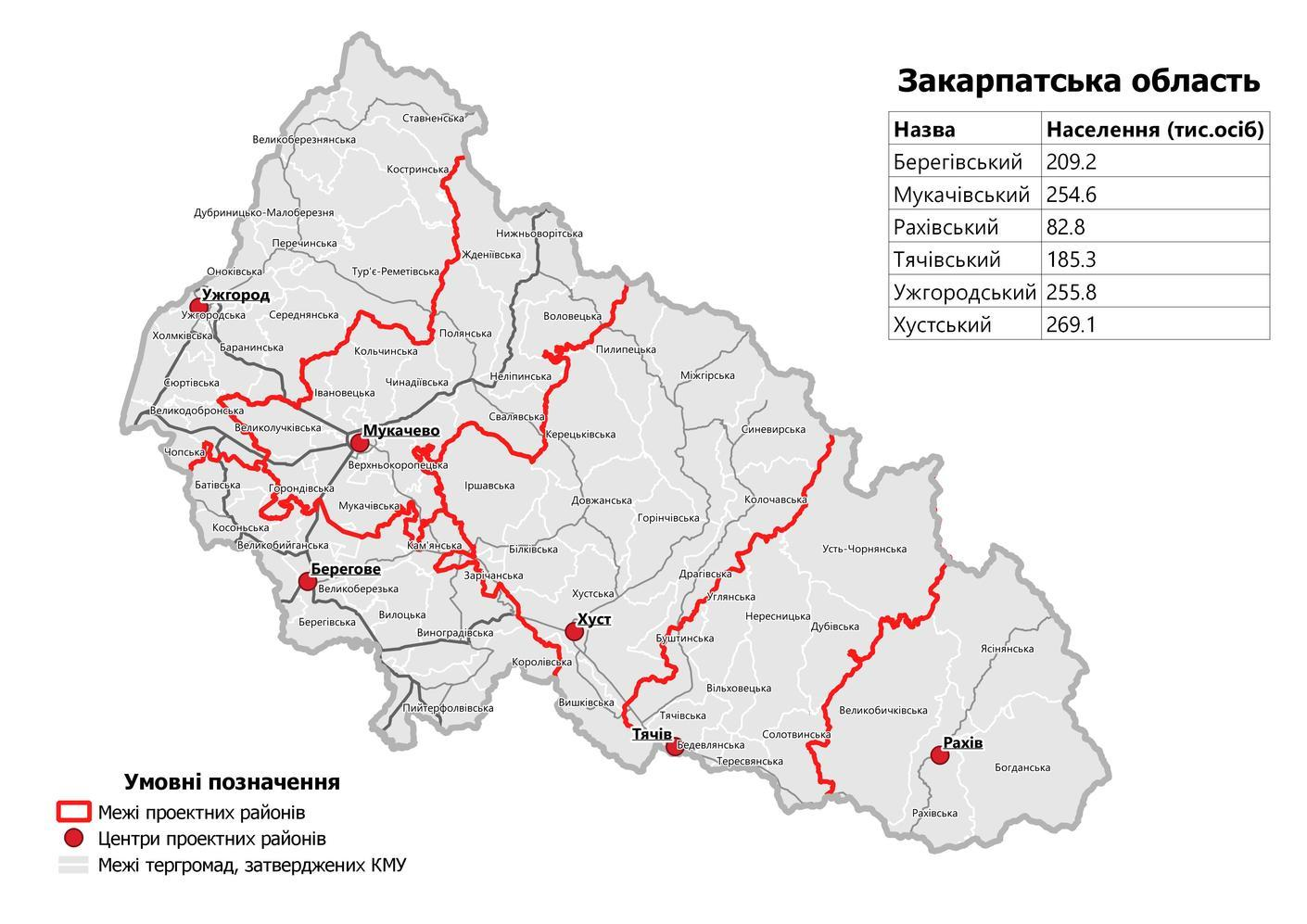
Subdivisions de l'oblast de Zakarpattia, telles qu'adoptées par la Verkhovna Rada le 17 juillet 2020. Travail du ministère du développement territorial, disponible sous CC-BY 4.0. Les frontières et les centres des raïons sont indiqués en rouge, les frontières des collectivités territoriales unies sont indiquées en blanc.

La structure administrative de l'oblast de Transcarpatie est la division de l'oblast de Transcarpatie en unités administratives : raïons et communautés territoriales. En 2022, l'oblast de Transcarpatie est composée de 6 raïons, 5 villes d'importance régionale et 64 communautés territoriales. Au total, l'oblast compte 11 villes, 19 communes urbaines, 579 communes rurales, donc 579 villages.

## Unités administratives

### Les quartiers
| Nom                  | Chef-lieu   | Population du chef-lieu (en milliers de personnes) | Oblast                  | Aire (km²) | Population (en milliers de personnes) | Municipalités |
| -------------------- | ----------- | -------------------------------------------------- | ----------------------- | ---------- | ------------------------------------- | ------------- |
| Raïon de Berehove    | Berehove    | 23,7                                               | Oblast de Transcarpatie | 1458,7     | 209,2                                 | 10            |
| Raïon de Moukatchevo | Moukatchevo | 85,9                                               | Oblast de Transcarpatie | 2054       | 254,6                                 | 13            |
| Raïon de Rakhiv      | Rakhiv      | 15,5                                               | Oblast de Transcarpatie | 1845,2     | 82,8                                  | 4             |
| Raïon de Tiatchiv    | Tiatchiv    | 9                                                  | Oblast de Transcarpatie | 1869,5     | 185,3                                 | 10            |
| Raïon d'Oujhorod     | Oujhorod    | 114,9                                              | Oblast de Transcarpatie | 2359,5     | 255,8                                 | 14            |
| Raïon de Khoust      | Khoust      | 28,5                                               | Oblast de Transcarpatie | 3174,4     | 269,1                                 | 13            |

### Collectivités territoriales
| Nom                   | Nom en ukrainien                              | Catégorie du chef-lieu | Chef-lieu        | Raïon       |
| --------------------- | --------------------------------------------- | ---------------------- | ---------------- | ----------- |
| Oujhorod (uk)         | Ужгородська міська громада                    | Ville                  | Oujhorod         | Oujhorod    |
| Berehove (uk)         | Берегівська міська громада                    | Ville                  | Berehove         | Berehove    |
| Moukatchevo (uk)      | Мукачівська міська громада                    | Ville                  | Moukatchevo      | Moukatchevo |
| Khoust (uk)           | Хустська міська громада                       | Ville                  | Khoust           | Khoust      |
| Tchop (uk)            | Чопська міська громада                        | Ville                  | Tchop            | Oujhorod    |
| Batiovo (uk)          | Батівська селищна громада                     | Commune urbaine        | Batiovo          | Berehove    |
| Velyki Berehy (uk)    | Великоберезька сільська громада               | Commune rurale         | Velyki Berehy    | Berehove    |
| Velyka Bihan (uk)     | Великобийганська сільська громада             | Commune rurale         | Velyka Bihan     | Berehove    |
| Koson (uk)            | Косоньська сільська громада                   | Commune rurale         | Koson            | Berehove    |
| Velykyï Bereznyï (uk) | Великоберезнянська селищна громада            | Commune urbaine        | Velykyï Bereznyï | Oujhorod    |
| Kostryna (uk)         | Костринська сільська громада                  | Commune rurale         | Kostryna         | Oujhorod    |
| Stavne (uk)           | Ставненська сільська громада                  | Commune rurale         | Stavne           | Oujhorod    |
| Vynohradiv (uk)       | Виноградівська міська громада                 | Ville                  | Vynohradiv       | Berehove    |
| Vylok (uk)            | Вилоцька селищна громада                      | Commune urbaine        | Vylok            | Berehove    |
| Korolevo (uk)         | Королівська селищна громада                   | Commune urbaine        | Korolevo         | Berehove    |
| Piyterfolvo (uk)      | Пийтерфолвівська сільська громада             | Commune rurale         | Piyterfolvo      | Berehove    |
| Volovets (uk)         | Воловецька селищна громада                    | Commune urbaine        | Volovets         | Moukatchevo |
| Jdenievo (uk)         | Жденіївська селищна громада                   | Commune urbaine        | Jdenievo         | Moukatchevo |
| Nyjni Vorota (uk)     | Нижньоворітська сільська громада              | Commune rurale         | Nyjni Vorota     | Moukatchevo |
| Irchava (uk)          | Іршавська міська громада                      | Ville                  | Irchava          | Khoust      |
| Bilky (uk)            | Білківська сільська громада                   | Commune rurale         | Bilky            | Khoust      |
| Dovhe (uk)            | Довжанська сільська громада                   | Commune rurale         | Dovhe            | Khoust      |
| Zaritchia (uk)        | Зарічанська сільська громада                  | Commune rurale         | Zaritchia        | Khoust      |
| Kamianske (uk)        | Зарічанська сільська громада                  | Commune rurale         | Kamianske        | Berehove    |
| Mijhiria (uk)         | Міжгірська селищна громада                    | Commune urbaine        | Mijhiria         | Khoust      |
| Kolotchava (uk)       | Колочавська сільська громада                  | Commune rurale         | Kolotchava       | Khoust      |
| Pylypets (uk)         | Пилипецька сільська громада                   | Commune rurale         | Pylypets         | Khoust      |
| Synevyr (uk)          | Синевирська сільська громада                  | Commune rurale         | Synevyr          | Khoust      |
| Koltchyno (uk)        | Кольчинська селищна громада                   | Commune urbaine        | Koltchyno        | Moukatchevo |
| Tchynadiïovo (uk)     | Чинадіївська селищна громада                  | Commune urbaine        | Tchynadiïovo     | Moukatchevo |
| Velyki Lutchky (uk)   | Великолучківська сільська громада             | Commune rurale         | Velyki Lutchky   | Moukatchevo |
| Verkhni Koropets (uk) | Верхньокоропецька сільська громада            | Commune rurale         | Verkhni Koropets | Moukatchevo |
| Horonda (uk)          | Горондівська сільська громада                 | Commune rurale         | Horonda          | Moukatchevo |
| Ivanivtsi (uk)        | Івановецька сільська громада                  | Commune rurale         | Ivanivtsi        | Moukatchevo |
| Peretchyn (uk)        | Перечинська міська громада                    | Ville                  | Peretchyn        | Oujhorod    |
| Dubrynytchi (uk)      | Дубриницько-Малоберезнянська сільська громада | Commune rurale         | Dubrynytchi      | Oujhorod    |
| Turi Remety (uk)      | Тур'є-Реметівська сільська громада            | Commune rurale         | Turi Remety      | Oujhorod    |
| Rakhiv (uk)           | Рахівська міська громада                      | Ville                  | Rakhiv           | Rakhiv      |
| Velykyï Bytchkiv (uk) | Великобичківська селищна громада              | Commune urbaine        | Velykyï Bytchkiv | Rakhiv      |
| Iassinia (uk)         | Ясінянська селищна громада                    | Commune urbaine        | Iassinia         | Rakhiv      |
| Bohdan (uk)           | Богданська сільська громада                   | Commune rurale         | Bohdan           | Rakhiv      |
| Svaliava (uk)         | Свалявська міська громада                     | Ville                  | Svaliava         | Moukatchevo |
| Keretsky (uk)         | Керецьківська сільська громада                | Commune rurale         | Keretsky         | Khoust      |
| Nelipyno (uk)         | Неліпинська сільська громада                  | Commune rurale         | Nelipyno         | Moukatchevo |
| Poliana (uk)          | Полянська сільська громада                    | Commune rurale         | Poliana          | Moukatchevo |
| Tiatchiv (uk)         | Тячівська міська громада                      | Ville                  | Tiatchiv         | Tiatchiv    |
| Bouchtyno (uk)        | Буштинська селищна громада                    | Commune urbaine        | Bouchtyno        | Tiatchiv    |
| Doubove (uk)          | Дубівська селищна громада                     | Commune urbaine        | Doubove          | Tiatchiv    |
| Solotvyno (uk)        | Солотвинська селищна громада                  | Commune urbaine        | Solotvyno        | Tiatchiv    |
| Teresva (uk)          | Тересвянська селищна громада                  | Commune urbaine        | Teresva          | Tiatchiv    |
| Oust-Tchorna (uk)     | Усть-Чорнянська селищна громада               | Commune urbaine        | Oust-Tchorna     | Tiatchiv    |
| Bedevlia (uk)         | Бедевлянська сільська громада                 | Commune rurale         | Bedevlia         | Tiatchiv    |
| Vilkhivtsi (uk)       | Вільховецька сільська громада                 | Commune rurale         | Vilkhivtsi       | Tiatchiv    |
| Neresnytsia (uk)      | Нересницька сільська громада                  | Commune rurale         | Neresnytsia      | Tiatchiv    |
| Uhlia (uk)            | Углянська сільська громада                    | Commune rurale         | Uhlia            | Tiatchiv    |
| Serednie (uk)         | Середнянська селищна громада                  | Commune urbaine        | Serednie         | Oujhorod    |
| Baranyntsi (uk)       | Баранинська сільська громада                  | Commune rurale         | Baranyntsi       | Oujhorod    |
| Velyka Dobron (uk)    | Великодобронська сільська громада             | Commune rurale         | Velyka Dobron    | Oujhorod    |
| Onokivtsi (uk)        | Оноківська сільська громада                   | Commune rurale         | Onokivtsi        | Oujhorod    |
| Siourte (uk)          | Сюртівська сільська громада                   | Commune rurale         | Siourte          | Oujhorod    |
| Kholmok (uk)          | Холмківська сільська громада                  | Commune rurale         | Kholmok          | Oujhorod    |
| Vychkovo (uk)         | Вишківська селищна громада                    | Commune urbaine        | Vychkovo         | Khoust      |
| Horintchovo (uk)      | Горінчівська сільська громада                 | Commune rurale         | Horintchovo      | Khoust      |
| Drahovo (uk)          | Драгівська сільська громада                   | Commune rurale         | Drahovo          | Khoust      |